# 桜咲准教授の災害伝承講義シリーズ
『桜咲准教授の災害伝承講義シリーズ』は久真瀬敏也による宝島社文庫より発売されている推理小説のシリーズ。

## 概要
過去の災害の伝承を研究する桜咲竜司准教授が『伝承や神話に登場する怪物の正体』を紐解くミステリのシリーズ

## 主な登場人物
桜咲竜司
マスコミ露出も多い新進気鋭の民俗学者。過去の災害についての伝承を研究している
梅沢萌花
清修大学法学部に入学した女子大生。桜咲に師事している

## シリーズ一覧
- 『両面宿儺の謎 桜咲准教授の災害伝承講義』(宝島社文庫、2022年9月)
- 『京都怪異物件の謎 桜咲准教授の災害伝承講義』(宝島社文庫、2023年4月)
- 『大江戸妖怪の七不思議　桜咲准教授の災害伝承講義』(宝島社文庫、2023年11月)
- 『陰陽師の呪い 桜咲准教授の災害伝承講義』(宝島社文庫、2024年5月)